# Pocket (aplikacja)
Pocket – oprogramowanie komputerowe i aplikacja na urządzenia mobilne, umożliwiająca gromadzenie i porządkowanie treści znalezionych w internecie, które użytkownik pragnie zachować na przyszłość. 
Pierwszą wersję upubliczniono w 2007 roku jako „Read It Later”, było to płatne oprogramowanie dostępne na desktopach i laptopach. Od 2014 roku już pod obecną nazwą oprogramowanie w wersji podstawowej jest bezpłatne. Obecnie Pocket jest dostępny na systemach operacyjnych Windows, MacOS, Linux, Android, iOS, Windows Phone, BlackBerry i w większości przeglądarek internetowych. W 2017 roku Mozilla kupiła „Read It Later” i przekształciła program w integralną wtyczkę w przeglądarce Firefox.